# Zuenbeek
Cet article concerne la rivière qui a donné son nom au hameau de Zuen. Pour le hameau, voir Zuen.
 (juillet 2014).
Si vous disposez d'ouvrages ou d'articles de référence ou si vous connaissez des sites web de qualité traitant du thème abordé ici, merci de compléter l'article en donnant les références utiles à sa vérifiabilité et en les liant à la section « Notes et références ».
Le Zuenbeek ou Zuunbeek, parfois simplement appelé la Zuen, ou het Zuun en néerlandais, est un ruisseau de Belgique, affluent de la Senne, donc sous-affluent de l'Escaut par le Dyle et le Rupel.

## Géographie
Il prend sa source à Castre, à 70 m d'altitude, où il porte le nom de Bruggeplasbeek. Il traverse Pepingen où il reçoit les eaux du Karenbergbeek (ou Bosbeek) et porte le nom de Beringenbeek. Il passe ensuite à Oudenaken puis à Leeuw-Saint-Pierre, à Zuen et reçoit les eaux du Vogelzangbeek. Après une incursion à Anderlecht, il termine sa course en souterrain dans la Senne à Drogenbos, à une altitude de 25 m.